# Sautrantika
Sautrāntika ist der Name einer dem Zweig der Sthaviravāda zugehörigen Schule des frühen indischen Buddhismus, die sich um 150 v. Chr. von der Schule des Sarvāstivāda abspaltete. In seiner Lehrinterpretation bildet das Sautrāntika einen Übergang vom frühen Buddhismus zum Mahayana und steht unter dessen Schulen dem Mahayana am nächsten. Die Schule erlosch mit dem Niedergang des Buddhismus in Indien (11./12. Jh.), doch ihre Lehren wirken im chinesischen Chan-Buddhismus und im tibetischen Vajrayana-Buddhismus fort.

## Entstehung und Philosophie
Es gab grundlegende unterschiedliche Sichtweisen, die zur Entstehung des Sautrāntika führten. Zum einen lehnten die Sautrāntikas die scholastische Literatur des Sanskrit-Abhidharma der Sarvāstivāda als nicht authentisch ab und ließen nur den Teilbereich der Sanskrit-Sutras gelten (daher der Name sautrāntika, etwa: „diejenigen, für die [der Tripitaka] mit den Sutras endet“; aus sutra und anta, „Ende“). Zum anderen sorgten Meinungsverschiedenheiten über den Status der Grundelemente der Wirklichkeit, der Daseinsfaktoren (dharmas), für den Bruch mit den Sarvāstivāden.
„Die Kritik des Sautrāntika wandte sich vor allem gegen metaphysische Versuche des Sarvāstivāda, hinter gegebenem Erfahren eigentliche Wahrheiten zu erkennen und theoretisch zu fassen. So begegnete das Sautrāntika dem Differenzieren subjektiven Gewahrseins in Gegenstand, Wahrnehmen und Bewusstwerden als drei verschiedene Dharmas mit dem Argument, dies widerstreite der Unmittelbarkeit menschlichen Erlebens.“
Entsprechend wandten sich die Sautrāntikas gegen die Vorstellung einer inhärenten „Eigenexistenz“ (svabhava), die die Sarvāstivāden den Daseinsfaktoren zusprachen. Für sie kam dies einem Verstoß gegen die zentrale buddhistische Lehre vom „Nicht-Selbst“ gleich, da die Sarvāstivādin die Daseinsfaktoren, welche ursprünglich als Hilfsmittel in der meditativen Praxis gedacht waren, zu "letzten Wirklichkeiten" ontologisierten, und über diesen Weg wieder ein beständiges "Selbst" zur Hintertür einführten. Die Sarvāstivādin zerlegten das Selbst in seine Wirklichkeitsbestandteile, erhoben diese Bestandteile dann jedoch ihrerseits auf die Stufe eines "Ewigen", das durch alle drei Zeiten hinweg latent in einer "Dharma-Sphäre" existiert.
Die Sautrāntikas vertraten im Gegensatz dazu (und in Übereinstimmung mit dem Pali-Abhidhamma der Theravadins) eine Lehre der Augenblicklichkeit (kshanikavada), der zufolge die Daseinsfaktoren im selben Moment entstehen und vergehen. Die Daseinsfaktoren besitzen demnach keinerlei zeiträumliche Ausdehnung und keinen linearen Ursache-Wirkungs-Zusammenhang zueinander. Vor ihrem Entstehen waren sie gänzlich nichtexistent und in diese Nichtexistenz wechseln sie auch wieder nach ihrem vollständigen Verlöschen über. Raum und Nirvana, die die Sarvāstivādin zur Kategorie der nichtbedingten (asamskrta) dharmas zählten, definierten die Sautrāntikas hingegen als völlige Abwesenheit jeglicher dharmas – sie lehnten daher auch die Bezeichnung der nichtbedingten Daseinsfaktoren ab.
Es sind den Sautrāntikas zufolge nur die Abbilder der Wirklichkeit erfahrbar (vijnapti), da die Daseinsfaktoren so kurzlebig sind, dass sie nicht direkt und unmittelbar wahrgenommen, sondern nur geschlussfolgert (bahya-anumeya) werden können. Die Sautrāntikas lieferten mit ihrer Lehre, die das Bewusstsein ins Zentrum der Analyse rückt, die Grundlage für das spätere Yogacara. Mehrere im Sautrāntika entwickelte Lehrsätze wurden vom Yogacara übernommen und weiterentwickelt. Dazu gehören die Lehre der Repräsentation (vijnapti) und die Lehre vom Bewusstseinsstrom (santana), in dem bestimmte prägende Eindrücke hinterlassen werden, dort als Samen (bija) gespeichert werden und zu späteren Handlungen heranreifen. Erlösung bedeutet im Sautrāntika, wie später im Yogacara, ein endgültiges Abreißen dieses Bewusstseinsstromes – welches bewirkt, dass die Skandhas nicht erneut zusammentreten, um eine Folgeexistenz zu bedingen.